# Curva della funzione cardiaca

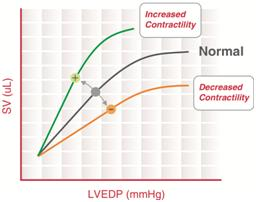
Curve di funzionalità cardiaca che descrivono la variazione di volume sistolico al variare del volume telediastolico del ventricolo sinistro in situazioni di contrattilità ridotta e di contrattilità aumentata.

Curva della funzione cardiaca (in rosso) rapportata a quella di funzionalità vascolare (in blu).

La curva della funzione cardiaca è un grafico che mostra la relazione tra le variazioni di precarico e le variazioni conseguenti dell'output cardiaco, determinato da postcarico, gittata cardiaca, volume sistolico e frequenza cardiaca. Tale relazione tra output cardiaco e precarico è descritto dalla legge del cuore di Frank-Starling.
La sovrapposizione della curva di funzione cardiaca a quella della curva del ritorno venoso è utilizzata come modello emodinamico.

## Aspetto della curva
Essa mostra una curva ripida a pressioni relativamente basse di riempimento e quindi un plateau, in cui un ulteriore allungamento non è possibile e così ulteriori aumenti della pressione avranno uno scarso effetto sulla gittata. Le pressioni che si trovano nella posizione ripida della curva stanno all'interno del range di normalità della curva di pressione atriale destra: questo intervallo è circa -1 e +2 mmHg. Pressioni superiori normalmente si riscontrano solo in certe malattie, come l'insufficienza cardiaca, in cui il cuore non riesce a pompare avanti tutto il sangue e così la pressione si accumula nell'atrio destro e nelle grandi vene.
Alle basse pressioni fisiologiche dell'atrio destro tale grafico costituisce la dimostrazione della legge di Frank-Starling: più sangue sarà entrato più ne sarà eiettato, garantendo l'equilibrio tra il precarico (ritorno venoso) e la gittata cardiaca.

## Cambiamenti nella curva di funzione cardiaca
Nel cuore umano tuttavia, fattori estrinseci come un aumento dell'attività dei sistema simpatico, e una diminuzione del tono vagale portano ad un aumento della frequenza cardiaca e della contrattilità miocardica, ciò altera la curva di funzione cardiaca, spostandola verso l'alto, permettendo al cuore di far fronte alla gittata cardiaca relativamente alla bassa pressione atriale destra. Otteniamo ciò che è nota come una famiglia di curve di funzione cardiaca, così se la frequenza cardiaca aumenta prima di raggiungere il plateau, la pressione atriale destra deve aumentare per allungare al massimo le fibre e ottenere l'effetto di Frank-Starling.
In vivo l'effetto simpatico all'interno del miocardio è probabilmente più evidente nel nodo senoatriale sino alle fibre del Purkinje, mentre il parasimpatico è probabilmente meglio descritta da influenza del nervo vago e dei gangli spinali.